# (79351) 1997 AX5
1997 أي أكس 5 (ويعرف أيضًا باسم (79351) 1997 أي أكس 5 وفق تسمية الكوكب الصغير) (بالإنجليزية: 1997 AX5)‏ هو كويكب ضمن حزام الكويكبات؛ وترتيبه 79351 من حيث الاكتشاف.
اكتُشف هذا الجُرم الفلكي بواسطة برنامج شميدت للكويكبات في بكين في 1997.

## الوصف
اكتُشف 793511997AX في 1997 في محطة شينغلونغ، الواقع في جبال يان، مقاطعة خبي في الصين، بواسطة برنامج شميدت للكويكبات في بكين. وقد رصد المشروع 1,169 مشاهدة للكويكب إلى غاية 25 أغسطس 2021 بتوقيت منطقة المحيط الهادئ، أي في مدة قدرها 8,927 يومًا (24.5 عام). تستغرق الفترة المدارية للكويكب 1,230 يومًا (3.4 عام).

## الخصائص المدارية
يتميز مدار هذا الكويكب بنصف محور رئيسي يبلغ 2.25 وحدة فلكية، وحضيض قدره 1.85 وحدة فلكية، وانحراف قدره 0.178 وزاوية ميلان 5.28 درجة بالنسبة لمسار الشمس. بسبب هذه الخصائص، أي نصف المحور الرئيسي بين 2 و3.2 وحدة فلكية وحضيض أكبر من 1,666 وحدة فلكية، يُصنف هذا الجُرم الفلكي وفقًا لقاعدة بيانات مختبر الدفع النفاث لأجرام النظام الشمسي الصغيرة كائنًا من حزام الكويكبات الرئيسي.

## وصلات خارجية
- (79351) 1997 AX5 في قاعدة بيانات مختبر الدفع النفاث لأجرام النظام الشمسي الصغيرة

- الاكتشاف · مخطط المدار ·  العناصر المدارية · المعلمات المادية

- (79351) 1997 AX5 على موقع ويكي سكاي: DSS2, SDSS, GALEX, IRAS, Hydrogen α, X-Ray, Astrophoto, Sky Map, Articles and images